# Тшцяне
Тшцяне (пол. Trzciane) — село в Польщі, у гміні Сувалки Сувальського повіту Підляського воєводства.
Населення — 37 осіб (2011).
У 1975-1998 роках село належало до Сувальського воєводства.

## Демографія
Демографічна структура станом на 31 березня 2011 року:
|          | Загалом | Допрацездатний вік | Працездатний вік | Постпрацездатний вік |
| -------- | ------- | ------------------ | ---------------- | -------------------- |
| Чоловіки | 16      | 5                  | 8                | 3                    |
| Жінки    | 21      | 7                  | 11               | 3                    |
| Разом    | 37      | 12                 | 19               | 6                    |